# Marcela Ferreyra
Marcela Verónica Ferreyra (n. Rosario, 1959) es una botánica argentina.
En 1995 obtuvo una licenciatura en Ciencias Biológicas, por la Facultad de Ciencias Exactas y Naturales de la Universidad Nacional del Comahue, Argentina.
Es profesora e investigadora del CONICET, sobre sistemática, morfología y evolución de plantas vasculares de América del Sur, especialmente de Asteraceae, y flora y biogeográfía histórica de los Andes australes, en la Universidad Nacional del Comahue Inibioma, Conicet.

## Algunas publicaciones
- marcela v. Ferreyra, dora Grigera, carmen Úbeda. 2005. CONSERVACIÓN DE LOS ECOSISTEMAS DE ALTA MONTAÑA: LA ZONA ALTOANDINA DEL PARQUE NACIONAL NAHUEL HUAPI (ARGENTINA). Anales Instituto Patagonia (Chile) 33: 41-58
- 1997. Flora y Vegetación de alta montaña en los alrededores de San Carlos de Bariloche. Patagonia Silvestre 5: 13-16
- 2000. Flora y vegetación altoandinas, algunos puntos para recordar. Patagonia Silvestre 7: 30-32
- a. Cingolani, c. Ezcurra, D. Bran 1998a. High-andean vegetation and environmental gradients in northwestern Patagonia, Argentina. J. of Veg. Sci. 9:307-316
- s. Claytonn, c. Ezcurra. 1998b. La Flora Altoandina de los sectores Este y Oeste del Parque Nacional Nahuel Huapi, Argentina. Darwiniana 36: 65-79

## Libros
- L. GREEN, M. FERREYRA. 2012. “Flores de la Estepa Patagónica. Guía para el reconocimiento de las principales especies de plantas vasculares de la estepa patagónica”. Vázquez Mazzini Editores. 286 pp. ISBN 9879132343, ISBN 9789879132340

- marcela Ferreyra, cecilia Ezcurra, sonia Clayton 2006. Flores de alta montaña de los Andes Patagónicos: guía para el reconocimiento de las principales especies de plantas vasculares altoandinas. 	Ed. LOLA, 239 pp. ISBN 9509725773, ISBN 9789509725775

## Honores
- 1999: 1.er Premio Nacional II Concurso Buen Ambiente, organizado por la Secretaría de Ambiente y Recursos Naturales y el PRODIA (Programa de Desarrollo Institucional Ambiental), por el trabajo titulado “Importancia de la biodiversidad para la vida del hombre: plantas comestibles, medicinales, tintóreas y perfumíferas”. Trabajo realizado con alumnos de la Fundación Educativa Woodville ( San Carlos de Bariloche – Río Negro). Buenos Aires
- La abreviatura «M.Ferreyra» se emplea para indicar a Marcela Ferreyra como autoridad en la descripción y clasificación científica de los vegetales.[3]